# Edisson Jordanov
Edisson Lachezarov Jordanov (Bulgaars: Едисон Лъчезаров Йорданов) (Rostock, 8 juni 1993) is een Bulgaars-Duits voetballer die als middenvelder speelt. Hij komt momenteel uit voor KVC Westerlo.

## Clubcarrière

### Geboorte & jeugdjaren
Jordanov werd geboren in Rostock, zijn vader emigreerde in 1988 naar Duitsland. Zijn moeder was Duits. Jordanov begon op 7-jarige leeftijd met voetballen, dat deed hij bij zijn lokale amateurclub, genaamd SV Holdenstedt. Op 11-jarige leeftijd werd hij opgemerkt bij SV Holdenstedt. Hij mocht gaan spelen bij FC Eintracht Schwerin. Na 2 jaar bij FC Eintracht Schwerin keerde Jordanov terug naar zijn thuisstad, daar ging hij bij de beste club van Rostock spelen. Hij bleef bij FC Hansa Rostock spelen voor de rest van zijn jeugdjaren.

### FC Hansa Rostock
Jordanov maakte zijn debuut op 5 februari 2012 in een 2-1 verloren uitwedstrijd tegen VfL Bochum. Jordanov speelde in zijn eerste 2 seizoenen als profvoetballer best veel wedstrijden voor een tiener, dit merkte Borussia Dortmund op.

### Borussia Dortmund
Op 31 mei 2013 kocht Borussia Dortmund Jordanov van Hansa Rostock, hij tekende hier een contract voor 2 seizoenen. Hij speelde echter niet voor het A-elftal, Jordanov mocht tijdens de winter van 2013/2014 wel mee met de A-kern op winterstage naar San Pedro del Pinatar. Hier speelde hij 2 vriendschappelijke matchen tegen VfL Bochum en Standard Luik. Hij speelde bij Dortmund nooit een officiële match. Jordanov was wel altijd een vaste waarde in het B-elftal.

### Stuttgarter Kickers
Op 12 mei 2015 kondigde Stuttgarter Kickers de transfer van Jordanov aan. Hij speelde hier 1 seizoen, in dat ene seizoen werd Jordanov een vaste waarde bij Stuttgarter Kickers. Men degradeerde echter naar de Duitse vierde klasse.

### Preußen Münster
Dit was een van de hoofdredenen voor Jordanov zijn vertrek, hij vertrok naar Preußen Münster. Preußen Münster speelde dat seizoen waarin Stuttgarter Kickers degradeerde ook in de Derde Klasse. Zei werden dat seizoen negende. Jordanov was tijdens 2016/17 weer een vaste waarde. Ook dit seizoen werd Preußen Münster negende. hij vertrok echter alweer bij hen tijdens de wintertransferperiode.

### F91 Dudelange
Zijn bestemming was het zuiden van Luxemburg, om precies te zijn F91 Dudelange. Jordanov speelde 2 seizoenen bij hen. Hier was hij een vaste waarde, maar geen profvoetballer meer. Dudelange is namelijk een semi-professionele club. In 2,5 jaar bij Dudelange kon hij 5 nieuwe dingen op zijn palmares zetten; 3 landstitels en 2 bekers.

### Royal Excelsior Virton
In de zomer van 2019 werd hij verkocht aan RE Virton, Dudelange en Virton hebben dezelfde eigenaar (Flavio Becca), Virton is echter wel een profclub. Beide clubs liggen zo'n 51 kilometer van elkaar vandaan. Bij Virton was Jordanov een van de sterkhouders. De club deed het sportief goed, maar kreeg op het einde van het seizoen geen licentie om in Eerste klasse B te blijven voetballen.

### Union Sint-Gillis
In september 2020 ruilde hij Virton in voor Union Sint-Gillis, waar eerder ook oud-ploeggenoten Anthony Moris, Loïc Lapoussin en Guillaume François naartoe getrokken waren. Jordanov speelde dat seizoen kampioen met Union, zijn aflopende contract werd echter niet verlengt. Jordanov verliet de club daardoor transfervrij.

### KVC Westerlo
In de zomer van 2021 tekende hij een tweejarige verbintenis bij KVC Westerlo.

## Clubstatistieken
| Seizoen     | Club                 | Competitie         | Competitie | Competitie | Competitie | Beker | Beker | Beker | Europa | Europa | Europa | Totaal | Totaal | Totaal |
| Seizoen     | Club                 | Competitie         | Wed.       | Dlp.       | Ass.       | Wed.  | Dlp.  | Ass.  | Wed.   | Dlp.   | Ass.   | Wed.   | Dlp.   | Ass.   |
| ----------- | -------------------- | ------------------ | ---------- | ---------- | ---------- | ----- | ----- | ----- | ------ | ------ | ------ | ------ | ------ | ------ |
| 2011/12     | FC Hansa Rostock     | 2. Bundesliga      | 12         | 0          | 0          | 0     | 0     | 0     | —      | —      | —      | 12     | 0      | 0      |
| 2012/13     | FC Hansa Rostock     | 3. Liga            | 14         | 1          | 3          | 2     | 0     | 0     | —      | —      | —      | 16     | 1      | 3      |
| Club Totaal | Club Totaal          | Club Totaal        | 26         | 1          | 3          | 2     | 0     | 0     | 0      | 0      | 0      | 28     | 1      | 3      |
| 2013/14     | Borussia Dortmund II | 3. Liga            | 35         | 4          | 5          | 0     | 0     | 0     | —      | —      | —      | 35     | 4      | 5      |
| 2014/15     | Borussia Dortmund II | 3. Liga            | 32         | 4          | 2          | 0     | 0     | 0     | —      | —      | —      | 32     | 4      | 2      |
| Club Totaal | Club Totaal          | Club Totaal        | 67         | 8          | 7          | 0     | 0     | 0     | 0      | 0      | 0      | 67     | 8      | 7      |
| 2015/16     | Stuttgarter Kickers  | 3. Liga            | 26         | 1          | 2          | 2     | 0     | 0     | —      | —      | —      | 28     | 1      | 2      |
| Club Totaal | Club Totaal          | Club Totaal        | 26         | 1          | 2          | 2     | 0     | 0     | 0      | 0      | 0      | 28     | 1      | 2      |
| 2016/17     | Preußen Münster      | 3. Liga            | 12         | 0          | 1          | 2     | 1     | 0     | —      | —      | —      | 14     | 1      | 1      |
| Club Totaal | Club Totaal          | Club Totaal        | 12         | 0          | 1          | 2     | 1     | 0     | 0      | 0      | 0      | 14     | 1      | 1      |
| 2016/17     | F91 Dudelange        | BGL Ligue          | 10         | 0          | 0          | 2     | 1     | 0     | —      | —      | —      | 12     | 1      | 0      |
| 2017/18     | F91 Dudelange        | BGL Ligue          | 12         | 1          | 0          | 1     | 0     | 0     | 2      | 0      | 0      | 15     | 1      | 0      |
| 2018/19     | F91 Dudelange        | BGL Ligue          | 21         | 3          | 6          | 5     | 1     | 1     | 13     | 0      | 2      | 39     | 4      | 9      |
| Club Totaal | Club Totaal          | Club Totaal        | 43         | 4          | 6          | 8     | 2     | 1     | 15     | 0      | 2      | 66     | 6      | 9      |
| 2019/20     | RE Virton            | Eerste Klasse B    | 24         | 2          | 5          | 1     | 0     | 0     | —      | —      | —      | 25     | 2      | 5      |
| Club Totaal | Club Totaal          | Club Totaal        | 24         | 2          | 5          | 1     | 0     | 0     | 0      | 0      | 0      | 25     | 2      | 5      |
| 2020/21     | Union St.-Gillis     | Eerste Klasse B    | 22         | 0          | 2          | 3     | 0     | 3     | —      | —      | —      | 25     | 0      | 5      |
| Club Totaal | Club Totaal          | Club Totaal        | 22         | 0          | 2          | 3     | 0     | 3     | 0      | 0      | 0      | 25     | 0      | 5      |
| 2021/22     | KVC Westerlo         | Eerste Klasse B    | 21         | 1          | 2          | 1     | 0     | 0     | —      | —      | —      | 22     | 1      | 2      |
| 2022/23     | KVC Westerlo         | Jupiler Pro League | 7          | 0          | 0          | 1     | 0     | 0     | —      | —      | —      | 8      | 0      | 0      |
| Club Totaal | Club Totaal          | Club Totaal        | 28         | 1          | 2          | 2     | 0     | 0     | 0      | 0      | 0      | 30     | 1      | 2      |
| TOTAAL      | TOTAAL               | TOTAAL             | 248        | 17         | 28         | 20    | 3     | 4     | 15     | 0      | 2      | 283    | 20     | 34     |

## Interlandcarrière
| Interlands van Edisson Jordanov voor Bulgarije | Interlands van Edisson Jordanov voor Bulgarije | Interlands van Edisson Jordanov voor Bulgarije | Interlands van Edisson Jordanov voor Bulgarije | Interlands van Edisson Jordanov voor Bulgarije | Interlands van Edisson Jordanov voor Bulgarije | Interlands van Edisson Jordanov voor Bulgarije |
| №                                              | Datum                                          | Wedstrijd                                      | Uitslag                                        | Competitie                                     | Dlp.                                           | Ass.                                           |
| Als speler bij KVC Westerlo                    | Als speler bij KVC Westerlo                    | Als speler bij KVC Westerlo                    | Als speler bij KVC Westerlo                    | Als speler bij KVC Westerlo                    | 0                                              | 0                                              |
| ---------------------------------------------- | ---------------------------------------------- | ---------------------------------------------- | ---------------------------------------------- | ---------------------------------------------- | ---------------------------------------------- | ---------------------------------------------- |
| 1.                                             | 11 november 2021                               | Oekraïne - Bulgarije                           | 1 - 1                                          | Vriendschappelijk                              |                                                |                                                |
| 2.                                             | 26 maart 2022                                  | Qatar - Bulgarije                              | 2 - 1                                          | Vriendschappelijk                              |                                                |                                                |
| 3.                                             | 29 maart 2022                                  | Kroatië - Bulgarije                            | 2 - 1                                          | Vriendschappelijk                              |                                                |                                                |
| 4.                                             | 5 juni 2022                                    | Bulgarije - Georgië                            | 2 - 5                                          | UEFA Nations League C                          |                                                |                                                |
| 5.                                             | 9 juni 2022                                    | Gibraltar - Bulgarije                          | 1 - 1                                          | UEFA Nations League C                          |                                                |                                                |

## Palmares
- Luxemburgs kampioen: 2016/17, 2017/18, 2018/19 (F91 Dudelange)
- Winnaar Luxemburgse beker: 2016/17, 2018/19 (F91 Dudelange)
- Kampioen Eerste klasse B: 2020/21, 2021/22 (Union Saint-Gilles), (KVC Westerlo)

1 Bolat ·
2 Ortakaya ·
3 Haidara ·
4 Fixelles ·
5 Bos ·
7 Sayyadmanesh ·
9 Frigan ·
10 Devine ·
11 Gümüşkaya ·
13 Sakamoto ·
15 Sydorchuk ·
17 Smekens ·
18 Yow ·
19 Slimani ·
20 Gillekens ·
22 Reynolds ·
23 Seigers ·
25 Rommens ·
30 Van Langendonck ·
32 Jordanov ·
33 Neustädter ·
34 Haspolat ·
36 Youlley ·
39 Van den Keybus ·
40 Bayram ·
44 Vušković ·
46 Piedfort ·
47 Mebude ·
49 Placias ·
60 De Boeck ·
77 Alcócer ·
99 Jungdal ·
Coach: Simons